# Ósip Piátnitski
Ósip Aaronovitch Piátnitski (em russo:  Осип Аронович Пятницкий; 1882 – 1938), nascido Iosif Aronovich Tarshis, foi um revolucionário russo. É mais conhecido como chefe do Departamento de Ligações Internacionais da Internacional Comunista durante os anos 1920 e início dos anos 1930, uma posição que o tornou uma dos rostos públicos mais importantes do movimento comunista internacional.

## Biografia

### Primeiros anos
Iosif Aronovich Tarshis nasceu em 17 de janeiro de 1882, filho de um carpinteiro de etnia judia na cidade de Vilkmergė (hoje conhecida como Ukmergė), no governadorado de Kovno do Império Russo (atual Lituânia).
Quando menino, trabalhou brevemente como aprendiz de alfaiate em Vilkmergė antes de se mudar para a grande cidade de Kovno (hoje Caunas) em 1897. Aí assumiu a carpintaria do pai e foi radicalizado pelo movimento sindical ilegal entre os carpinteiros da cidade, ingressando num círculo de auto-formação de trabalhadores. Em 1898, tornou-se ativo no sindicato dos alfaiates ilegais de Kovno, ajudando a conduzir o trabalho educacional e organizacional em seu nome.

### Revolucionário oculto
Converteu-se ao marxismo e ingressou no Partido Operário Social-Democrata Russo (POSDR) em 1899, mudando-se naquele mesmo ano para a maior cidade da Lituânia, Vilna (atual Vilnius). Lá, envolveu-se na organização de alfaiates femininas da cidade. Como membro de movimento minoritário, adotou o pseudônimo "Piatnitsa" (tradução: "Sexta-feira") como forma de evitar a detecção pela Okhrana, a polícia secreta do czar. Esse "nome de partido" tornou-se a raiz de seu pseudônimo mais conhecido, Ósip Piátnitski.
Em 1901, Piátnitski associou-se à ala internacionalista do POSDR, um grupo proeminente que incluía Vladimir Ulianov (Lenin), que na época publicava o jornal revolucionário Iskra de seu exílio na Alemanha. Envolveu-se no contrabando deste jornal através da fronteira alemã para a Rússia, ajudando também a organizar o transporte de membros do partido de e para o país. Este trabalho arriscado o colocou em perigo, e a prisão pela polícia secreta ocorreu em 1902.
Embora preso naquele ano, conseguiu escapar e voltou para a Alemanha para continuar seu trabalho como mensageiro do grupo do jornal. Foi um delegado no II Congresso do POSDR em Londres no verão de 1903, uma reunião que dividiu o partido nas alas rivais dos bolcheviques e mencheviques. Aliou-se a Lenin e aos bolcheviques naquela reunião, permanecendo um membro leal dessa facção durante os anos pré-revolucionários.
Na primavera de 1905, participou do III Congresso do partido em Londres. Retornou à Rússia no final do mesmo ano, indo para Odessa, na Ucrânia, onde trabalhou como organizador bolchevique principalmente entre os trabalhadores de tabaco. Foi um participante ativo na Revolução de 1905, ajudando a organizar uma greve geral em Odessa. Sem surpresa, esta atividade atraiu novamente o escrutínio da polícia secreta e em janeiro de 1906 foi preso novamente pela Okhrana.
Após esta segunda prisão, permaneceu encarcerado até 1908. Após sua libertação, retornou à Alemanha, onde mais uma vez assumiu o trabalho para o Partido Bolchevique, coordenando comunicações secretas do centro do partido no exterior para sua rede de ativistas dentro da Rússia.
Em janeiro de 1912, Piátnitski foi novamente escolhido como delegado para um conclave bolchevique em Praga, lembrado como a VI Conferência de Toda a Rússia do POSDR. Enquanto procurava retornar à Rússia para trabalhar na indústria, foi para Paris após a conferência do partido em Praga, onde se formou eletricista.
Retornou à Rússia em 1913, trabalhando como eletricista na cidade de Volsk, no Oblast de Saratov, localizado às margens do rio Volga. Lá liderou uma greve antes de ser transferido para Samara. Suas atividades políticas e sindicais chamaram a atenção da polícia secreta e Piátnitski foi preso pela terceira vez em junho de 1914. Desta vez, foi condenado ao exílio na Sibéria, o que o afastou da política revolucionária até depois da Revolução de Fevereiro de 1917.

### Funcionário comunista
Libertado pela Revolução de Fevereiro, Piátnitski mudou-se para Moscou, onde se tornou membro do Comitê de Moscou do Partido Bolchevique. Após a Revolução de Outubro de 1917, tornou-se funcionário do governo. De 1919 a 1920 ele atuou como chefe do Sindicato dos Ferroviários. Foi escolhido como chefe do Comitê de Moscou em 1920 e eleito membro suplente do Comitê Central do Partido Comunista Russo (bolcheviques) no IX Congresso do partido naquela mesma primavera.
Deixou de trabalhar nos sindicatos soviéticos e no Partido Comunista Russo para trabalhar na Internacional Comunista em 1921, quando foi eleito pelo Comitê Executivo da Internacional Comunista para o cargo de tesoureiro do Comintern e chefe do Departamento de Ligações Internacionais do Comintern (DLI). Após o IV Congresso Mundial do Comintern em novembro de 1922, foi escolhido como membro da Organização Buro do Comintern e da comissão de orçamento. Em junho de 1923, o III Plenário do Comintern o elegeu como um dos quatro principais líderes da organização para fazer parte do Secretariado do órgão. Foi integrado como membro do Secretariado do Comintern pelo búlgaro Vasil Kolarov, o finlandês Otto Kuusinen e Mátyás Rákosi da Hungria.
Permaneceu um alto funcionário do Comintern ao longo dos anos 1920 e na primeira metade dos anos 1930. O V Congresso Mundial de 1924 o recolocou como membro do Secretariado, Orgburo, comissão de orçamento e ECCI. Após a queda de Grigori Zinoviev em 1926, o cargo que ele ocupava anteriormente como "presidente" do Comintern foi eliminado, sendo substituído por um novo Secretariado Político, para o qual Piátnitski foi eleito. Seu papel foi posteriormente confirmado pelo VI Congresso Mundial de 1928 e o XI Plenário de 1931.
Além de seu papel de liderança no Comintern, ocupou vários cargos de alta importância na hierarquia do Partido Comunista Russo. Em 1924, foi eleito membro do Comitê Central de Controle do Partido Comunista, órgão encarregado de questões de disciplina partidária, permanecendo nessa posição até 1927. Naquele ano, tornou-se membro titular do Comitê Central do RKP(b), no qual continuou até o momento de sua prisão em 1937.
Parece ter caído em desgraça em meados da década de 1930. Enquanto discursava no VII Congresso Mundial em 1935, não foi reeleito para nenhum dos cargos na organização que havia ocupado anteriormente. Posteriormente, voltou brevemente a trabalhar no Partido Comunista da União (bolcheviques).

### Prisão e execução
Em meio ao terror da polícia secreta conhecido como Grande Expurgo, Piátnitski se opôs aos massacres, expressou dúvidas de que as acusações contra camaradas do partido fossem válidas quando o Comitê Central se reuniu em sessão plenária e foi convidado a sancionar o que estava acontecendo. Ao chamar Stalin de tirano e fraudador, recusou-se a recuar. Como resultado, em outubro de 1937, foi afastado de seu cargo no Comitê Central, destituído de sua filiação ao partido e preso pelo NKVD, a polícia secreta soviética. Este ato suicida de coragem era extremamente raro. Permaneceu na prisão por um ano antes de finalmente receber um julgamento sumário e ser condenado à morte. Foi executado em 29 de julho de 1938. Tinha 56 anos quando morreu.

### Legado
Ósip Piátnitski foi reabilitado postumamente em 1956, após o XX Congresso do PCUS, no qual o líder soviético Nikita Khrushchov revelou os abusos sistêmicos da polícia secreta soviética durante o período de Stalin em um chamado "Discurso Secreto".

## Obras
- The Organisation of a World Party. Londres: Communist Party of Great Britain, 1928.
- The Immediate Tasks of the International Trade Union Movement. Nova Iorque: Workers Library Publishers, n.d. [c. 1930].
- World Communists in Action: The Consolidation of the Communist Parties and Why the Growing Political Influence of the Sections of the Comintern is Not Sufficiently Maintained. Nova Iorque: Workers Library Publishers, n.d. [c. 1930].
- Unemployment and the Tasks of the Communists. Nova Iorque: Workers Library Publishers, 1931.
- Urgent Questions of the Day: Unemployed Movement, Factory Organisation, Fluctuation of Membership. Moscou: Cooperative Publishing Society of Foreign Workers in the USSR, 1931.
- The Bolshevisation of the Communist Parties by Eradicating the Social-Democratic Traditions. Londres: Modern Books, n.d. [1932].
- The World Economic Crisis: The Revolutionary Upsurge and the Tasks of the Communist Parties. Nova Iorque: Workers Library Publishers, n.d. [1932].
- The Work of the Communist Parties of France and Germany and the Tasks of the Communists in the Trade Union Movement. Nova Iorque: Workers Library Publishers, n.d. [c. 1932].
- The Present Situation in Germany. Nova Iorque: Workers Library Publishers, 1933.
- The Twenty-One Conditions of Admission into the Communist International. Nova Iorque: Workers Library Publishers, 1934.
- The Communists in the Fight for the Masses. Nova Iorque: Workers Library Publishers, 1934.
- Memoirs of a Bolshevik. Nova Iorque: International Publishers, 1935.